# Ратаевы
Ратаевы — древний дворянский род татарского происхождения, из рязанских бояр.

## История
Род официально включен в Бархатную книгу (государев родословец) 22 мая 1686 года. При подаче документов была предоставлена родословная роспись Ратаевых, а также исторический документ (1613 — 1622 годов) Жалованная подтвердительная вотчинная грамота царя Михаила Фёдоровича Филату Ивановичу Ратаеву на деревни Гласниково и Лошачи в Бобошинском стане Алексинского уезда.
Род внесён в VI часть родословных книг Тульской и Ярославской губерний

## Происхождение и история рода
Происходит, по сказаниям старинных родословцев, от «мужа честен» мурзы татарина Солохмира и княжны Анастасии Ивановны. Рязанской, младшей сестра великого князя Олега Ивановича Рязанского.
Родоначальником считается правнук Солохмира, Степан Иванович Кончеев по прозвищу Ратай. В конце XVII века Ратаевы служили дворянами московскими, стольниками и стряпчими. 

## Известные представители
- Ратаев Евдоким Борисович — московский дворянин (1676).
- Ратаевы: Семён Евдокимович и Трефил Стахеевич — стряпчие (1692).
- Ратаев Кондратий Стахеевич — стольник (1688 — 1692)[6].
- Ратаев, Леонид Александрович (1857 — 1937) — деятель российского политического сыска, начальник Особого отдела Департамента полиции, заведующий заграничной агентурой Департамента полиции.